# Olivier Bonnaire
Pour les articles homonymes, voir Bonnaire.
Olivier Bonnaire, né le 2 mars 1983 au Quesnoy (Nord), est un coureur cycliste français. Professionnel de 2005 à 2011, il est successivement membre de l'équipe Bouygues Telecom, puis de l'équipe La Française des jeux devenue FDJ. Il est le cousin de Laurent et David Lefèvre, anciens coureurs professionnels, ainsi que de Marion Rousse championne de France sur route en 2012.

## Biographie
Olivier Bonnaire commence sa carrière professionnelle en 2005 dans l'équipe Bouygues Telecom après être passé par la réserve Vendée U-Pays de la Loire. Il n'est pas conservé à l'issue de la saison 2009. 
Marc Madiot décide de l'engager pour une saison à La Française des jeux en décembre 2009, afin de pallier les absences pour blessure de Jérémy Roy et Timothy Gudsell.
Il participe à plusieurs courses du calendrier mondial comme Tirreno-Adriatico, Milan-San Remo, Gand-Wevelgem sans performance notable avant son échappée d'un peu plus de 180 km sur le Tour des Flandres. Son contrat n'est pas reconduit pour la saison 2012.
Olivier Bonnaire reprend à courir en 2013, en amateur, en étant affilié au club de l'Entente Cycliste Vieux Condé-Péruwelz-Bury [3].

## Palmarès
- 2000
  - Grand Prix de Bavay
  - 3e de la Classique des Alpes juniors
- 2001
  - 3e étape du Tour de Basse-Saxe juniors
- 2002
  - Tour de la Région d'Audruicq
  - 2e du Grand Prix Gabriel Dubois
- 2003
  - Prix de Bruay-la-Buissière
  - Classement général de la Volta del Llagostí
  - 2e de La Gislard

## Résultats sur les grands tours

### Tour d'Italie
3 participations
- 2005 : 82e
- 2006 : 115e
- 2007 : 45e

### Tour d'Espagne
2 participations
- 2008 : 61e
- 2009 : 48e